# 2000 투데이
《2000 투데이》(2000 Today)는 2000년의 시작을 기렸던 국제 텔레비전 스페셜 프로그램 방송으로, 1999년 12월 31일부터 2000년 1월 1일까지 각 국가의 시간대에 맞추어 여유를 두고 방송되었다. 이 프로그램에는 새해 전야 축하 행사와 음악 공연, 그리고 방송 참가국에서 보내는 특집 영상들이 한데 담겼다.
올림픽 중계 방송과 같은 대다수의 국제 방송 프로그램들은 한정된 범위의 지역에서 전세계를 대상으로 방송을 내보낸다. 그러나 《2000 투데이》는 모든 방송 참가국이 한 시간대별로 돌아가면서 각각 내보내는 생중계 (및 녹화) 방송들을 한 데에 모아, 전 대륙에 내보냈다는 점에서 특기할 만한 프로그램이다.
《2000 투데이》의 방송을 위해 영국의 BBC는 당시 총 5,000여명의 인력이 투입되었고, 그중에 1,500명은 영국 런던 서부의 BBC 텔레비전 센터에 상주했으며, 이곳에 있는 텔레비전 스튜디오 여덟 곳이 28시간짜리 방송을 위해 전부 쓰였다. 대한민국 방송 대표를 맡은 MBC에서도 기술 인력만 400여명을 동원했다. 《2000 투데이》는 전세계 약 8억 명의 시청자가 관람하였고 BBC(영국방송공사)에서만 총 1260만 명이 시청했다. 《2000 투데이》의 제작과 방송에 들인 예산은 600만 달러에 이르는 것으로 추산된다.

## 역사
《2000 투데이》는 1999년에서 2000년으로 넘어가는, 이른바 새천년(밀레니엄) 축하 행사의 일부로 기획되었다. 전세계 총 60개의 방송사가 협력단을 꾸려 프로그램 제작과 방송에 참여하였고, 그 지휘는 영국의 BBC(영국방송공사)와 미국의 WGBH가 맡았다. BBC(영국방송공사)는 방송에 쓰일 78개 위성방송을 수신 유통하는 제작본부를 마련하여 제공했다.
프로그램의 테마송은 밥 말리의 "One Love"로, 집시 킹스, 지기 말리, 치디이 레로카, 할렘 소년합창단이 부른 버전으로 내보냈다. 소니 사에서 《2000 투데이》 사운드트랙 CD를 발매하기도 했는데, 여기에는 이 테마송과 더불어 미국의 탄둔이 작곡한 《새천년을 위한 세계 교향곡》(A World Symphony for Millennium)도 실렸다.
이슬람력을 사용하는 대다수 국가들은 《2000 투데이》에 참여하지 않았다. 그러나 이슬람권 국가 중에서 프로그램 참여 방송국에 이름을 올린 국가가 아주 없진 않았으며, 대표적으로 이집트의 ETV와 인도네시아의 RCTI 등이 참여했다.
방송에서 아프리카 국가가 나오는 일은 드물었다. 아프리카 대륙에서 참여한 국가는 이집트와 남아프리카 공화국 뿐이었다. 포르투갈에 본사를 둔 RTP 아프리카가 일부 아프리카 국가를 대상으로 방영을 맡았다.
기획 단계에서는 《2000 투데이》 방송이 녹화방송으로 진행할지, 생방송으로 진행할지 모르는 상황이었지만 당시 프로그램 일정에 남극도 들어간 상태였다.

## 프로그램 진행
《2000 투데이》의 전세계 본방송은 총 28시간 분량으로, 전세계의 각 시간대별로 2000년이 시작되는 순간에 따라 진행되었다. 각국 방송사들은 현지 축하방송과 진행에 맞춰 해당 프로그램 시간을 조정했다.
전세계 각지의 축하방송은 UTC 기준으로 1999년 12월 31일 약 아침 9시경 전후에 시작했다. 이후 《2000 투데이》가 9시 40분경부터 전세계 생방송에 들어갔고, 20분 후인 10시 정각에는 키리바시의 라인 제도에서, 전세계에서 가장 처음으로 새천년맞이를 했다.
그로부터 약 5시간 후인 오후 3시 정각에는 같은 시간대를 공유하는 일본과 대한민국의 새천년맞이가 방송되었다. 정각이 되는 순간은 일본 나라현 나라시에 위치한 도다이지에서 열린 오구로 마키의 라이브 콘서트에서 카운트다운을 진행하는 모습이 담겼다. 그 직후 2002년 FIFA 월드컵을 기념하는 차원에서 일본의 도라에몽이 한국 쪽으로 축구공을 차서 전달하는 그래픽이 나오고, 서울에서 진행되는 야외 스튜디오에서 손석희 MC가 축구공을 받은 뒤 영어로 전세계에 새해 인사를 하는 순서로 내보냈다. 대한민국 쪽 방송은 보신각 제야의 종 타종식과 김대중 대통령의 새천년 영상 메시지(즈믄둥이의 탄생을 기념하는 평화 선언), 그리고 당시 개항을 앞둔 인천국제공항 등에서의 각종 공연으로 꾸며 내보냈다.
시간이 흘러 UTC 기준으로 1999년 12월 31일 오후 23시에는 유럽 대다수 국가가 새천년을 맞이했다. 중앙유럽 표준시를 쓰는 다수의 국가가 동시에 새해를 맞이한 것이기 때문에, 방송 중계에도 복잡한 어려움에 직면했다. 《2000 투데이》에서는 맨 처음에 내보내는 정각 순간은 생방송으로 하고, 나머지 대부분의 국가 생방송은 녹화하여 내보내는 시간을 지연시키는 방식을 통해, 연속으로 각국의 자정 순간을 빠르게 전파하도록 했다. 이 시간대에는 바티칸 시국에서 보내는 교황 요한 바오로 2세의 경축 메시지, 프랑스 파리 에펠탑의 불꽃놀이 등이 방송됐다.
《2000 투데이》의 국제 방송 공동 송출은 2000년 1월 1일 UTC 기준 오전 11시(한국 시각 오후 7시)에 사모아에서 자정 축하 행사가 이뤄진 직후에 마무리됐다. MBC는 오후 8시(한국 시각)까지 13부에 걸쳐 방송을 이어갔으며, 영국의 BBC One은 오후 1시 30분(UTC)까지 특집 방송을 계속했다.

## 출연자

### 나라별 진행자
- 아르헨티나 (카날 13)
  - 리토 비탈레
  - 코로 데 부에노스 아이레스
  - 줄리오 보카, 엘레오노라 카사노
  - 모니카 카엔 단베르스, 세사르 마스체티 (뉴스 보도)
  - 메르세데스 소사, 알레한드로 레르네르
- 오스트레일리아 (ABC)
  - 조지 니거스
  - 맥신 매큐
  - 데버러 케네디
  - 마이크 베일리
  - 앤드리아 스트레턴
  - 캐롤라인 바움
  - 존 롬버드
  - 제니퍼 바이런
  - 제임스 오러플린
  - 대니얼 마즈든
  - 피터 톰슨
  - 캐시 볼린
- 캐나다
  - (CBC)
    - 피터 맨스브리지 (주요 진행자)
    - 로리 브라운 (00:00-08:00 UTC, 맨스브리지와 공동)
    - 앨리슨 스미스 (13:00-18:00 UTC)

  - (라디오캐나다)
    - 당시 라디오캐나다의 기술진들은 파업 중이었다. 전파 전송이 예정되긴 했지만 대부분은 BBC에서 내보낸 것을 이용했으며 프랑스어 더빙을 덧붙였다. 또 그로 인해 2000 투데이에 SRC가 내보낸 캐나다 분량은 매우 짧았으며, 퀘벡에서 보내는 방송은 전세계에 전부 송출되지 못했다. 다만 CBC가 자체 방송망을 동원해 퀘벡 주 헐과 온타리오 주 오타와의 자정 불꽃놀이 장면을 확보, 퀘벡 분량을 내보냈다.
- 칠레 (TVN)
  - 제니퍼 워너
  - 마우리시오 부스타만테
  - 호르헤 에비아
  - 마것 칼
  - 카렌 도겐바일러
  - 펠리페 카미로아가
  - 페드로 카르쿠로
  - 라파엘 아라네다
  - 안드레아 몰리나
- 에스토니아 (TV3)
  - 스튜디오는 따로 없었으며 진행자의 해설이 화면 밖 내레이션으로 이뤄졌다. 방송 시간은 UTC 기준 자정부터 오전 6시까지였다.
  - 에네 베익사르 (9:40-12:00 UTC)
  - 라우리 후사르 (9:40-12:00 UTC)
  - 위리 아르마 (12:00-15:00 UTC)
  - 프리트 아임라 (12:00-15:00 UTC)
  - 레인 랑 (15:00-18:00 UTC)
  - 키우르 아르마 (15:00-18:00 UTC)
  - 하리 티도 (18:00-21:00 UTC)
  - 벨로 란드 (18:00-21:00 UTC)
  - 마르트 루이크 (21:00-00:00 UTC)
  - 매르트 트레이에르 (06:00-09:00 UTC)
  - 캐틀린 콘토르 (06:00-09:00 UTC)
  - 엔 에스마 (09:00-11:00 UTC)
- 독일 (RTL 텔레비전)
  - 페터 클뢰펠
  - 안토니아 라도스
  - 베른트 푹스
  - 하이너 브레머
  - 미하엘 카
  - 비르기트 폰 벤첼
- 아일랜드 (RTÉ One - 《Millennium Eve: Celebrate 2000》)
  - 미리엄 오캘리건
  - 마크 리틀
  - 게리 메이
  - 팻 케니
  - 리즈 보닌
  - 조 더피
- 대한민국 (MBC)
  - 손석희
  - 심혜진
- 멕시코 (텔레비사)
  - 에르네스토 라구아르디아
  - 마이라 사우세도
- 네덜란드 (NOS)
  - 아스트리트 케르세봄
  - 예룬 오버르베이크
- 필리핀 (GMA 네트워크)
  - 마이크 엔리케스
  - 제시카 소호
  - 멜 티앙코
  - 제이 손자
  - 헤르만 모레노
  - 앙헬리케 라소
  - 비키 모랄레스
  - 파올로 베디오네스
  - 캐런 다빌라
  - 아놀드 클라비오
  - 미키 페리올스
  - 미리엄 퀴암바오
  - 라이언 아곤시요
  - KC 몬테로
  - 수지 엔트라타
  - 카라 데이비드
  - 루치 크루스발데스
  - 니나 카스트로
  - 린 칭
  - 마르고 살세도
  - 아르넬 이그나시오
  - 수전 엔리케스
  - 티샤 실랑
  - 앤투아네트 타우스
  - 프랜시스 마갈로나
  - 딩동 단테스
  - 마틴 안다나르
  - 부치 프랜시스코
  - 티토 소토
  - 빅 소토
  - 조이 데 레온
- 포르투갈 (RTP)
  - 조제 호드리게스 두스 산투스
  - 마누엘라 모라 게드스
- 스페인 (TVE)
  - 헤수스 알바레스 세르반테스
  - 알프레도 우르다시
  - 엘레나 레사노
- 영국 (BBC One)
  - 데이비드 딤블비
  - 마이클 파킨슨
  - 마이클 뷰크
  - 피터 시즌스
  - 피터 스노
  - 필리퍼 포레스터
  - 제이미 틱스턴
  - 게이비 로즐린
  - 휴 에드워즈
  - 쇼나 로리
  - 팀 빈센트
  - 숀 로이드
  - 노엘 톰슨
  - 케이트 트로턴
  - 퍼걸 킨
  - 토니 로빈슨
  - 재키 버드
  - 커스티 워크
  - 숀 윌리엄스
  - 존 키틀리
  - 데일 윈턴
  - 브리트니 스피어스
  - 스티브 윌슨
  - 엠마 리든
  - 앨런 데디코트
- 미국 (ABC - 《ABC 2000 투데이》)
  - 피터 제닝스
  - 바버라 월터스
  - 다이앤 소이어
  - 찰스 깁슨
  - 엘리자베스 바거스
  - 잭 포드
  - 샘 도널드슨
  - 코니 청
  - 코키 로버츠
  - 디보라 로버츠
  - 캐롤 심슨
  - 모튼 딘
  - 딕 클라크

### 음악
《2000 투데이》에 참여한 가수와 아티스트는 다음과 같다.
- 리토 비탈레, 코로 데 부에노스 아이레스 – 아르헨티나 부에노스아이레스 ("El día del Milenio", "Buenos Aires 2000")
- 로스 파불로소스 카디약스 – 아르헨티나 부에노스아이레스 ("Matador")
- 알레한드로 레르네르, 메르세데스 소사 - 아르헨티나 이과수 폭포 ("Niños del 2000")
- 루슬라나 – 우크라이나 키예프
- 비 지스 – 미국 플로리다주 마이애미 ("You Should Be Dancing", "Alone")
- 비요크 – 아이슬란드 레이캬비크 ("The Anchor Song" - 합창)
- 샬럿 처치 – 영국
- 로빈 – 스웨덴
- 오구로 마키 – 일본
- 유리스믹스 – 영국
- 장 미셸 자르 – 이집트 기자 부근에서 공연
- 매닉 스트리트 프리처스 – 영국 웨일스 카디프
- 피시 – 미국 플로리다주 빅 사이프레스 ("Heavy Things")
- 스플릿 엔즈 – 뉴질랜드 오클랜드 (밴드 재결성 콘서트)
- 더 트래지컬리 힙 – 캐나다 온타리오주 토론토
- 그레이트 빅 시 – 캐나다 뉴펀들랜드 래브라도주 세인트존스
- 내털리 맥마스터 – 아일랜드
- 키리 테 카나와 – 뉴질랜드 기스본
- 레진 벨라스케스 – 필리핀 ("Written in the Sand")
- 후안 가브리엘 – 멕시코
- 스파이스 걸스  – 영국 잉글랜드 런던
- 심플리 레드 – 영국 잉글랜드 런던
- 더 코스 – 영국 잉글랜드 런던
- 브리트니 스피어스 – 영국 잉글랜드 런던
- 더 후 – 영국 잉글랜드 런던
- 로넌 키팅 – 아일랜드 더블린

## 참여 방송국
《2000 투데이》를 방송한 국가는 다음과 같다. 일부 국가에서는 방송 컨소시엄에 참가하지 않고 단순히 방송 허가권만 따내기도 했다.
- 그리스: ERT
- 기니비사우: RTP 아프리카
- 남아프리카 공화국: SABC
- 네덜란드: NOS
- 노르웨이: NRK, TV3
- 뉴질랜드: TV3
- 대만: TTV, CTV, CTS, FTV, PTS
- 대한민국: MBC
- 덴마크: DR, TV3
- 독일: RTL
- 러시아: VGTRK, 프로메테이 AST
- 레바논: MTV
- 루마니아: 안테나 1 (허가)
- 리투아니아: TV3
- 마카오: TDM
- 말레이시아: RTM, SMTB, 메가 TV, 아스트로
- 멕시코: 온세 TV
- 모잠비크: RTP 아프리카
- 몰타: 슈퍼 원
- 미국: ABC
- 베네수엘라: RCTV
- 브라질: 헤지 레코드, 헤지 반데이란치스
- 사모아: 사모아 TV
- 상투메 프린시페: RTP 아프리카
- 스리랑카: MTV
- 스웨덴: TV3, SVT
- 스위스: SF DRS
- 스페인: TVE
- 슬로바키아: 루나 TV
- 슬로베니아: 팝 TV
- 싱가포르: TCS, CNA, STV12, SCV
- 아르헨티나: 카날 13
- 아이슬란드: IBC
- 아일랜드: RTÉ
- 에스토니아: TV3
- 영국: BBC
- 오스트레일리아: ABC
- 오스트리아: ORF
- 요르단: JRTC
- 우루과이: 파나메리카
- 우크라이나: 노비 카날
- 이스라엘: IBA, ICP
- 이집트: ETV
- 이탈리아: RAI, 이탈리아 1, 레테 4, 카날레 5
- 인도: 두르다샨, Zee TV
- 인도네시아:  RCTI, SCTV, TPI, ANTV, 인도시아르, 메트로TV (시험 송출)
- 일본: TV 아사히
- 중국: CCTV
- 체코: ČTV
- 칠레: TVN, 칠레비시온
- 카리브해 국가: CBU 보관됨 2021-05-18 - 웨이백 머신
- 카보베르데: RTP 아프리카
- 캐나다: CBC (영어)/SRC (프랑스어)
- 콜롬비아: RCN TV
- 태국: TV3, TV5, TV7, TV9, TV11, TV26
- 통가: TBC
- 파나마: 텔레메트로
- 파라과이: 텔레푸투로 (허가)
- 페루: 파나메리카나 텔레비전
- 포르투갈: RTP
- 폴란드: TVP
- 프랑스: TF1
- 피지: 피지 TV
- 핀란드: YLE
- 필리핀: GMA 네트워크
- 헝가리: MTV (MTV1 - 일부 방송, MTV2 - 풀방송)
- 홍콩: STAR TV, ATV, TVB, 봉황위성TV, CETV

## 같이 보기
- 《ABC 2000 투데이》 - 미국의 상업방송
- 새해 전야